# Синебрюхая сизоворонка
Синебрюхая сизоворонка (Coracias cyanogaster) — вид птиц из семейства сизоворонковых (Coraciidae). Подвидов не выделяют.

## Описание
Синебрюхая сизоворонка величиной приблизительно с галку. Длина тела составляет от 28 до 30 см, включая хвостовые перья длиной 6 см, длина крыльев составляет от 16 до 19 см. Вес птицы составляет от 110 до 178 г. Самцы чуть больше чем самки. Спина тёмно-зелёного цвета, относительно крупная голова кремового цвета, затылок, грудь и большинство оперения преимущественно ультрамаринового цвета. У взрослых птиц на вилочковом лазурного цвета хвосте имеются полосы длиной 6 см. Надклювье слегка согнуто на конце вниз. Половой диморфизм не выражен. Цвет оперения интенсивнее у взрослых птиц чем у молодых птиц.
Со скоростью от 3-х до 5-и звуков в секунду птица издаёт приблизительно 5 секунд сухой, сжатый звук «га-га-гаа-га». Призыв похож на призыв африканского широкорота, у которого он немного короче.

## Распространение
Ареал простирается от Западной до Центральной Африки. Птиц можно встретить в маленьких группах, количеством от 2- до 6-и птиц на опушках леса в саваннах, где преобладают деревья рода Isoberlinia и пальмировые пальмы, вблизи болот и водоёмов. Встречаются также группы до 20 птиц. Они держатся почти исключительно на равнине.

## Образ жизни
Синебрюхая сизоворонка часто сидит на деревьях, иногда также на столбах и опорах линий электропередач, откуда они высматривают свою добычу, состоящую чаще из насекомых, таких как короткоусые прямокрылые, пластинчатоусые, усачи, а также крылатых термитов и муравьёв и паукообразных, но также из мелких позвоночных животных. Иногда птицы питаются плодами масличных пальм. У них развито сильное территориальное поведение. Каждая птица, приближающаяся к гнезду, подвергается атаке. Гнёзда относительно высокие, расположены в дуплах деревьев на высоте приблизительно 10 м. В кладке от 3-х до 5-и яиц, высиживание которой продолжается в среднем 18 дней в сезон дождей с апреля и июль в Сенегале и соответственно с февраля по сентябрь в Кот-д’Ивуаре. Молодые птицы становятся половозрелыми в возрасте приблизительно один год.